# Карелия (историческая область)
Каре́лия (карел. и фин. Karjala, швед. Karelen) — исторический регион в северо-восточной Европе, земля карел. Большая часть региона принадлежит России, а меньшая — Финляндии. Население Карелии состоит из русских, финнов, ингерманландцев, карел и вепсов. Общая площадь региона составляет около 200 000 км².

## География
Регион расположен между Балтийским и Белым морем. С юга на север Карелия тянется с 60° северной широты до полярного круга. С востока её ограничивают Белое море и Онежское озеро, с юга — Ладожское озеро и Финский залив. На западе Карелия переходит в финские области Саво и Кайнуу.
Помимо административного деления, регион состоит из шести традиционных частей. Северная часть Карелии между Белым морем и российско-финляндской границей называется Беломорской Карелией. К югу от неё находится Олонецкая Карелия, расположенная между Онежским и Ладожским озёрами. К северу от последнего находится Ладожская Карелия, в состав которой входит Карельский перешеек. Финляндская часть Карелии делится на соответствующие административным границам Северную и Южную Карелию.
Карелы, финны, вепсы и саамы относятся к коренным финно-угорским народам Северной Европы. В средние века регион был известен как Корельская земля. В сознании карелов и финнов регион имеет особое мифологическое значение, которое отразилось в национальном эпосе «Калевала». Восточная часть региона в средние века находилась под влиянием православия, в то время как западная и южная часть региона состояли под меняющимся шведским и русским влиянием.

## Современное деление региона

### Восточная Карелия— в составеРоссии
- Беломорская Карелия — исторический регион Восточной Карелии, включающий пять бывших волостей Архангельской губернии, населённых преимущественно карелами, расположенный на севере современной территории Республики Карелия и юго-западе Мурманской области, в том числе:
  - Мурманская Карелия — часть территории Мурманской области, прежде населённая карелами, входившая в состав Карельской АССР, и переданная в состав Мурманской области в 1938 году.
- Олонецкая Карелия — территория, расположенная между Ладожским озером, Ладожской, Беломорской, Пудожской Карелией и Онежским озером, ограниченная рекой Свирь с юга и российско-финской границей с запада.
- Ладожская Карелия (Северное Приладожье) — природно-исторический регион, в настоящее время ограниченный с юга берегом Ладожского озера, административной границей Ленинградской области и Республики Карелии на западе, российско-финской границей на севере, и условной линией старой советско-финской границы 1939 года на востоке.
- Пудожская Карелия — Пудожский район Республики Карелия.
- Карельский перешеек — часть Ленинградской области между Финским заливом и Ладожским озером.
- Заонежье

### Финская Карелия (Западная Карелия)— в составеФинляндии
- Южная Карелия (до 2009 года провинция губернии Южная Финляндия)
- Северная Карелия (до 2009 года провинция губернии Восточная Финляндия)